# Урицкое (озеро)
Урицкое или Серутское, также Сирото — озеро в Великолукском районе (в Пореченской волости) на юго-востоке Псковской области.
Площадь — 11,8 км², максимальная глубина — 10 м, средняя глубина — 4,1 м. Площадь водосборного бассейна — 142 км².
Проточное, вытекающая из озера река Серучица впадает в Ловать.
Лещово-судачий тип озера. Массовые виды рыб: судак, лещ, щука, окунь, плотва, ёрш, уклея, густера, красноперка, сом, линь, карась, налим, угорь, вьюн, язь, щиповка, карп; единично также раки.